# Fußball-Weltmeisterschaft 1982/Honduras
Dieser Artikel behandelt die honduranische Fußballnationalmannschaft bei der Fußball-Weltmeisterschaft 1982.

## Qualifikation

### Zentralamerikanische Zone
| Panama      | – | Honduras    | 0:2 |
| Costa Rica  | – | Honduras    | 2:3 |
| Honduras    | – | Guatemala   | 0:0 |
| Honduras    | – | Costa Rica  | 1:1 |
| El Salvador | – | Honduras    | 2:1 |
| Honduras    | – | El Salvador | 2:0 |
| Guatemala   | – | Honduras    | 0:1 |
| Honduras    | – | Panama      | 5:0 |

### Finalrunde
| Honduras | – | Haiti       | 4:0 |
| Honduras | – | Kuba        | 2:0 |
| Honduras | – | Kanada      | 2:1 |
| Honduras | – | El Salvador | 0:0 |
| Honduras | – | Mexiko      | 0:0 |

## Honduranisches Aufgebot
| Nummer / Name | Nummer / Name            | Damaliger Verein             | Geburtstag | Länderspiele |
| Torhüter      | Torhüter                 | Torhüter                     | Torhüter   | Torhüter     |
| ------------- | ------------------------ | ---------------------------- | ---------- | ------------ |
| 1             | José Nazar               | Club Deportivo Motagua       | 07.09.1953 |              |
| 21            | Julio César Arzú         | Real España                  | 05.06.1954 |              |
| 22            | Jimmy Steward            | Club Deportivo Marathón      | 09.12.1946 |              |
| Abwehr        |                          |                              |            |              |
| 2             | César Efrain Gutiérrez   | CD Universidad               | 07.05.1954 |              |
| 3             | Jaime Villegas           | Real España                  | 05.07.1950 |              |
| 4             | José Fernando Bulnes     | CD Universidad               | 21.10.1946 |              |
| 5             | Allan Anthony Costly     | Real España                  | 13.12.1954 |              |
| 12            | Domingo Drummond         | Club Deportivo Platense      | 14.04.1957 |              |
| 17            | José Luis Cruz           | Atletico Mura                | 12.06.1949 |              |
| Mittelfeld    |                          |                              |            |              |
| 6             | Ramón Maradiaga          | Club Deportivo Motagua       | 30.10.1954 |              |
| 8             | Francisco Javier Toledo  | Club Deportivo Marathón      | 30.09.1959 |              |
| 11            | David Bueso              | Club Deportivo Motagua       | 05.05.1955 |              |
| 13            | Prudencio Norales        | Club Deportivo Olimpia       | 20.04.1956 |              |
| 14            | Juan Alberto Cruz        | CD Universidad               | 27.02.1959 |              |
| 15            | Héctor Zelaya            | Club Deportivo Motagua       | 12.07.1957 |              |
| 18            | Carlos Orlando Caballero | Real España                  | 05.12.1958 |              |
| 20            | Gilberto Yearwood        | Real Valladolid              | 15.03.1956 |              |
| Angriff       |                          |                              |            |              |
| 7             | Eduardo Laing            | Club Deportivo Platense      | 27.12.1958 |              |
| 9             | Porfirio Betancourt      | Real España                  | 23.08.1956 |              |
| 10            | José Roberto Figueroa    | Club Deportivo y Social Vida | 15.12.1959 |              |
| 16            | Roberto Bailey           | Club Deportivo Marathón      | 10.08.1952 |              |
| 19            | Celso Güity              | Club Deportivo Marathón      | 07.08.1955 |              |
| Trainer       |                          |                              |            |              |
|               | José de la Paz Herrera   |                              | 21.11.1941 |              |

## Spiele der honduranischen Mannschaft

### Erste Runde
| Pl. | Land        | Sp. | S | U | N | Tore    | Diff. | Punkte |
| --- | ----------- | --- | - | - | - | ------- | ----- | ------ |
| 1.  | Nordirland  | 3   | 1 | 2 | 0 | 002:100 | +1    | 04:20  |
| 2.  | Spanien     | 3   | 1 | 1 | 1 | 003:300 | ±0    | 03:30  |
| 3.  | Jugoslawien | 3   | 1 | 1 | 1 | 002:200 | ±0    | 03:30  |
| 4.  | Honduras    | 3   | 0 | 2 | 1 | 002:300 | −1    | 02:40  |

- Spanien –  Honduras 1:1 (0:1)

Stadion: Estadio Luis Casanova (Valencia)
Zuschauer: 49.562
Schiedsrichter: Arturo Ithurralde (Argentinien)
Tore: 0:1 Zelaya (7.), 1:1 López Ufarte (65. / Elfmeter)
- Honduras –  Nordirland 1:1 (0:1)

Stadion: La Romareda (Saragossa)
Zuschauer: 15.000
Schiedsrichter: Thomson Chan (Hongkong)
Tore: 0:1 Armstrong (9.), 1:1 Laing (60.)
- Honduras –  Jugoslawien 0:1 (0:0)

Stadion: La Romareda (Saragossa)
Zuschauer: 25.000
Schiedsrichter: Gastón Castro (Chile)
Tore: 0:1 Petrović (88. / Elfmeter)